# Osmakova
Osmakova (en serbe cyrillique : Осмакова) est un village de Serbie situé dans la municipalité de Pirot, district de Pirot. Au recensement de 2011, il comptait 103 habitants.
Osmakova est aussi connu sous le nom d'Osmakovo.

## Démographie
| 1948  | 1953  | 1961 | 1971 | 1981 | 1991 | 2002 | 2011 |
| ----- | ----- | ---- | ---- | ---- | ---- | ---- | ---- |
| 1 218 | 1 130 | 957  | 701  | 604  | 357  | 292  | 103  |

|  |